# Freziera dudleyi
Freziera dudleyi är en tvåhjärtbladig växtart som beskrevs av Alwyn Howard Gentry. Freziera dudleyi ingår i släktet Freziera och familjen Pentaphylacaceae. Inga underarter finns listade i Catalogue of Life.